# Абашидзе, Ахмед Шугейбович
Ахмед Шугейбович Абашидзе (1923 год, село Цхмориси, Кедский район, АССР Аджаристан, ССР Грузия — 1992 год, село Цхмориси, Кедский муниципалитет, Аджария, Грузия) — звеньевой колхоза имени Фрунзе Кедского района Аджарской АССР, Грузинская ССР. Герой Социалистического Труда (1949).

## Биография
Родился в 1923 году в крестьянской семье в селе Цхмориси Кедского района (сегодня — Кедский муниципалитет). После окончания 8 классов средней школы с 1939 года трудился рядовым колхозником в колхозе имени Фрунзе Кедского района. В послевоенные годы возглавлял комсомольско-молодёжное табаководческое звено.
В 1948 году звено под его руководством собрало в среднем с каждого гектара по 25 центнеров табачного листа сорта «Трапезонд» на участке площадью 0,3 гектара и 19,1 центнеров сорта «Самсун» на участке площадью 2,7 гектара. Указом Президиума Верховного Совета СССР от 18 июня 1949 года удостоен звания Героя Социалистического Труда за «получение высоких урожаев табака в 1948 года» с вручением ордена Ленина и золотой медали «Серп и Молот» (№ 3798).
Этим же Указом званием Героя Социалистического Труда был награждён звеньевой этого же колхоза Исрапил Османович Накашидзе.
В последующем после окончания сельскохозяйственной школы подготовки руководителей колхозов трудился агрономом в колхозе села Дандало и в 1955 году был избран председателем колхоза имени Фрунзе в родном селе Цхмориси. После окончания Грузинского сельскохозяйственного института с 1959 года трудился агрономом Кедского района, с 1961 года — государственным инспектором по закупкам табачной продукции Кедского района, с 1967 года — начальником производственного отдела табачной промышленности Кедского района.
С января 1976 года — председатель объединённого колхоза в селе Цхмориси. Возглавлял колхоз до выхода на пенсию в январе 1979 года. С 1980 года — персональный пенсионер союзного значения. Проживал в родном селе Цхмориси Кедского муниципалитета. Умер в 1992 году.